# أفيناش كاك
أفيناش كاك (Avinash Kak) هو باحث أمريكي في مجال الذكاء الاصطناعي، ولد عام 1944. منذ عام 1970 يدرّس في جامعة بردو بالولايات المتحدة.

## المؤلفات
- Digital Picture Processing (معالجة الصور الرقمية)، عام 1982
- Principles of Computerized Tomographic Imaging (مبادئ التصوير المقطعي بالحاسوب)، عام 1988
- Programming With Objects: A Comparative Presentation of Programming with C++ and Java (البرمجة بالأشياء: عرض مقارن للبرمجة بسي++ وجافا)، عام 2003

## وصلات خارجية
- موقع أفي كاك.